# Марк Віторій Марцелл
Марк Віторій Марцелл (лат. Marcus Vitorius Marcellus; 60 — після 122) — державний та військовий діяч Римської імперії, консул-суфект 10 року.

## Життєпис
Походив з роду Віторіїв. Син Гая Віторія. Здобув гарну освіту. Був відомим красномовцем та адвокатом свого часу. У 85 році імператор Доміціан увів його у сенат. У 91 році став претором, того ж року — куратором Латинської дороги. У 95 році отримав під управління легіон.
У 105 році став консулом-суфектом разом з Гаєм Цецилієм Страбоном. З 120 до 122 року як проконсул керував провінцією Африка. Про подальшу долю немає відомостей.

## Родина
Дружина — Гозідія гета, донька Гнея Гозідія Гети, консула-суфекта 47 року.
Діти:
- Гай Віторій Гозідій Гета
- Віторія, дружина Луція Септимія Севера.